# Olaus Fjørtoft
Olaus Fjørtoft (født 19. januar 1847 i Haram, død 21. maj 1878 i Kristiania) var en norsk bondesøn, forfatter, journalist og politiker.
Fjørtoft vakte tidligt opsigt ved sine matematiske evner og sin ustyrlige oppositionslyst. Mens han var skoledreng havde han udgivet en regnebog, og kort før han blev student skrev han i Den norske Folkeskole en udførlig kritik på landsmål af de sædvanlige lærebøger i regning. I 1877 udgav han selv en Lærebog i praktisk Regning, hvor han forsøgte at gøre matematikken til en folkelig videnskab.
Olaus Fjørtoft var latinelev ved Molde Lærd- og Realskole 1861–66. Han gik i klasse med forfatteren Kristofer Kristofersen og dukkede senere op som figuren Olav Toft i dennes roman Paa Forpost (1892). I 1869 blev Fjørtoft student og flyttede derefter til Kristiania, hvor han ernærede sig som manuduktør i matematik og astronomi, men også tog levende del i tidens politiske brydninger, dels i Studentersamfundet, dels i Arbeidersamfundet, og optrådte som taler og agitator ved de første socialdemokratiske folkemøder i Norge. 
Fjørtoft var rundet af Venstre-traditionen fra sin hjemegn i Sunnmøre, men han tilhørte Venstre-bevægelsens yderste venstrefløj. Han kæmpede for målsagen, folkehøjskoler, unionsopløsning, republik og almen valgret – som det store flertal i Venstre også gjorde. Han blev landskendt gennem sin politiske optræden, først i Studentersamfundet, hvor han 1870–71 var medredaktør af oppositionens organ Tiraljøren, og senere som udgiver af de politiske småskrifter (Nokre Or te Bondevenne og Maalmenn (1871), Folkelesna (1871)), og som redaktør af Fram (1871–73). Her trykte han hele Socialistisk Internationales politiske program, og bragte nyheder om socialismens fremvækst i Europa.
Fjørtoft blev isoleret i Kristiania Arbeiderforening, da han gradvis brød med dennes «borgerlige» linje. Han kom i 1873 med i den tidlige socialistiske bevægelsen omkring de landflygtige agitatorer Marius Jantzen fra Danmark og J. O. Ljungdal fra Sverige. En kort tid drev de tre den socialistiske Norske Arbeideres Forening og udgav avisen Demokraten. I 1878 døde Fjørtoft, mens Jantzen drog til Amerika. De var forud for deres tid, og de socialistiske tendenser slog først igennem i den norske fagbevægelse i 1880'erne i kredsen omkring Christian Holtermann Knudsen og Den socialdrmokratiske forening, der senere blev til Arbeiderpartiet.
Fjørtoft var bestyrelsesmedlem i Det norske samlaget i 1871–72. I den norske litteratur er Fjørtoft skildret i Gunnar Heibergs skuespil Tante Ulrikke og i Arne Garborgs Bondestudentar. Som en hyldest kaldte Garborg sin søn Arne Olaus Fjørtoft Garborg.